# Océane Pozzo
Pour les articles homonymes, voir Pozzo.
Océane Pozzo, née le 7 février 1989 à Annecy en Haute-Savoie, est une snowboardeuse française membre de l'équipe de France féminine de snowboard qui pratique la discipline du boarder cross. Championne du Monde Junior 2009. Championne Olympique Jeune en 2005
Cette discipline est olympique depuis les Jeux olympiques de 2006 à Turin.

## Biographie
Océane Pozzo est née le 7 février 1989 à Annecy (Haute-Savoie) où elle a passé la majeure partie de son enfance. Elle vit actuellement dans la région Annécienne (Haute Savoie).
Océane a grandi dans le monde du sport. Son père ancien footballeur professionnel a évolué à Annecy et sa mère a été Championne de France d’athlétisme du relais 4 × 100 m.
Elle a goûté à de nombreux sports, en particulier le patinage artistique, mais c’est le snowboard qu’elle choisit à l’âge de 11 ans.
Elle suivra une partie de sa scolarité en lycée sport-études, mais en 2006, en s’appuyant sur les cours par correspondance, la jeune fille obtient son baccalauréat économique et social.
Elle a participé à ses premiers Jeux olympiques, à Vancouver en février 2010. Océane a dû déclarer forfait la veille de la course à la suite d'une chute, et d'une blessure au genou.
Juste avant les J.O, Le 19 décembre 2009, elle termine 6ème de la Coupe du Monde à Telluride aux USA et meilleure française. 
Elle a déclaré « Je rêve d’une médaille olympique, c’est mon objectif, si ce n’est pas pour 2010, ce sera pour 2014 ou encore 2018 à PyongYang en Corée ».
En 2010, après sa deuxieme opération du LCA, Océane revient dans le top 10 mondial, en effectuant une 7eme place en Coupe du monde à Lech Am Alberg en Autriche le 07.12.2010.
Avec son mètre 70, elle a réalisé quelques photos de mode. Elle pose habituellement pour la marque de sous-vêtements WAXX.
Après 3 opérations des ligaments croisés, Océane retrouve le goût de la victoire et est sacrée vice-championne d'Europe 2013. Ce résultat lui ouvrira les portes du circuit Coupe du Monde, dans le but de se sélectionner pour les J.O de Sochi 2014. 
Après 4 étapes de Coupe du Monde, Océane ne parviendra malheureusement pas à gagner sa place pour Sochi.
En 2014, elle annonce sa grossesse ce qui la contraint à mettre sa carrière en « stand-by ».

## Palmarès
- 2001 : 3e aux Championnats de France en benjamine
- 2002 : Vice-championne de France en minime
- 2003 : Vice-championne de France en minime
- 2004 : Championne de France minime
- 2005 : Championne olympique jeune à Monthey en Suisse. C’est une compétition multisports se déroulant tous les deux ans à la fois en hiver et en été. C’est sa 1re consécration internationale
- 2006 : Championne de France cadette et 5e performance senior à 17 ans.
- 1re à Bad Gastein à l’occasion des Championnats d’Autriche, équivalent d’une Coupe d’Europe car réunissant des snowboardeuses Suisses, Autrichiennes, Allemandes, Italiennes et Françaises.

Grâce à ses victoires et à ses nombreux bons résultats lors de courses internationales Océane intègre l’équipe de France senior de Snowboard à 16 ans.
- 2007 : Vice-Championne de France Senior et Championne de France junior
- 2008 : Championne de France senior et junior
- 2009 : Championne du Monde junior au Japon à Nagano. Un clin d'œil à son idole Karine Ruby qui a remporté sur cette même piste les Jeux olympiques d'hiver de 1998.

Cette même année, elle monte trois fois sur le podium lors de courses de Coupe d’Europe, et termine une fois quatrième. Elle termine vingt-troisième au classement général de la Coupe du monde.
- 2010 : une 6e place en Coupe du Monde à Telluride aux États-Unis. Meilleure française.

Océane a participé aux Jeux olympiques de Vancouver, mais s'est blessée lors des entraînements et n'a pas pu disputer la compétition.
- 2011 : une 7e place en Coupe du Monde à Lech am Arlberg en Autriche. Blessure le 14 décembre, rupture des ligaments croisés. Océane parcours les centres de rééducation, et elle retrouvera les pentes enneigées en automne 2011.
- 2012 : pause forcée à la suite d'une blessure et de douleurs (récidive rupture des ligaments croisés sur le genou gauche )
- 2013 : vice-championne d'Europe 2013
- 2013 : sélection en Coupe du Monde de Snowboard cross